# Liga de Béisbol Profesional de la República Dominicana 1997-98
La temporada 1997-1998 de la Liga de Béisbol Profesional de la República Dominicana fue la 44.ª edición de este campeonato. La temporada re2gular comenzó en octubre de 1997 y finalizó en diciembre de 1997. El Todos contra Todos o Round Robin inició a finales de diciembre de 1997 y finalizó en enero de 1998.  La Serie Final se llevó a cabo, iniciando y concluyendo en el mismo mes de enero de 1998, cuando las Águilas Cibaeñas se coronaron campeones de la liga sobre las Tigres del Licey.